# ケヴィン・ストロートマン
ケヴィン・ストロートマン（Kevin Strootman, 1990年2月13日 - ）は、オランダ・南ホラント州リデルケルク出身のサッカー選手。元オランダ代表。ポジションはMF。

## クラブ経歴
2007年からオランダのスパルタ・ロッテルダムのユースチームに所属し、2008年にトップチーム昇格した。2011年冬、FCユトレヒトに移籍した。アヤックス・アムステルダム戦ではチームを勝利に導く活躍を見せ、2011年7月3日にPSVアイントホーフェンに移籍した。
オランダ代表に選出される活躍から、マンチェスター・ユナイテッドFCやACミランなどの強豪が獲得に興味を示していたが、2013年7月16日、PSVはASローマ移籍が合意したことを発表した。契約は5年間。背番号はアウダイールを称えて欠番とされていた6番で、波紋を呼んだ。
シーズン開幕前のMLSオールスターとの親善試合で1ゴール1アシストを記録した。9月16日、パルマ戦で移籍後初ゴールを挙げた。このシーズンのセリエAでは、トリノ戦、アタランタ戦、ミラン戦、リヴォルノ戦でゴールを挙げた。2014年3月9日、ナポリ戦で膝を負傷し、残りのシーズンと2014FIFAワールドカップを欠場した。11月9日、トリノ戦に84分から途中出場し8ヶ月ぶりに復帰した。12月7日、サッスオーロ戦で2014-15シーズン初めて先発出場した。2015年1月12日、ラツィオとのローマ・ダービーではフランチェスコ・トッティのゴールをアシストした。
2015年1月26日、ACFフィオレンティーナ戦では膝を再び負傷し途中交代した。3日後、再び膝の手術を受けることになった。8月26日、いまだ復帰できていなかった中で再び手術することになり、2015-16シーズンの大半を欠場することとなった。2016年2月21日、パレルモ戦で復帰しシーズン初出場を果たした。5月2日、ジェノア戦でおよそ15ヶ月ぶりとなる先発出場を果たし、その試合はフル出場した。2015-16シーズンは2度の先発出場を含むリーグ戦5試合に出場した。5月14日、ミラン戦ではこのシーズン唯一のアシストを記録した。8月20日、2016-17シーズン開幕戦のウディネーゼ戦にキャプテンマークを巻いて出場した。第2節のカリアリ戦では2014年1月以来のゴールを挙げた。
2017年5月29日、ローマと新たに5年契約を締結した。
2018年8月28日、オリンピック・マルセイユに完全移籍することが発表された。移籍金は2800万ユーロで、契約期間は5年間。2019年1月16日、ASサンテティエンヌ戦で移籍後初ゴールを挙げた。
2021年1月13日、ジェノアCFCにレンタル移籍した。
2021年7月3日、カリアリ・カルチョへのレンタル移籍が発表された。
2022年8月25日、ジェノアCFCに再びレンタル移籍した。

## 代表経歴
オランダ代表として、2011年2月9日、親善試合のオーストラリア代表戦でデビューを果たした。親善試合の6月4日のブラジル戦と6月8日のウルグアイ戦にマルク・ファン・ボメルの代役として出場し、精度の高いフリーキックとパスを見せ監督の信頼に応えた。同年9月6日のUEFA EURO 2012予選フィンランドでは、途中マルク・ファン・ボメルと接触した際に鼻血が出るアクシデントがあったものの、決勝点となる代表初得点を挙げた。

## 個人成績
| 年度     | クラブ                 | リーグ                 | リーグ戦 | リーグ戦 | リーグ杯         | リーグ杯         | オープン杯 | オープン杯 | 国際大会 | 国際大会 | 国際大会 | 国際大会 | その他 | その他 | 通算       | 通算       |
| 年度     | クラブ                 | リーグ                 | 出場     | 得点     | 出場             | 得点             | 出場       | 得点       | 出場     | 得点     | 出場     | 得点     | 出場   | 得点   | 出場       | 得点       |
| オランダ | オランダ               | オランダ               | リーグ戦 | リーグ戦 | KNVBカップ       | KNVBカップ       | -          | -          | UEFA CL  | UEFA CL  | UEFA EL  | UEFA EL  | その他 | その他 | 期間通算   | 期間通算   |
| -------- | ---------------------- | ---------------------- | -------- | -------- | ---------------- | ---------------- | ---------- | ---------- | -------- | -------- | -------- | -------- | ------ | ------ | ---------- | ---------- |
| 2007-08  | スパルタ・ロッテルダム | エールディヴィジ       | 3        | 0        | 0                | 0                | -          | -          | 0        | 0        | 0        | 0        | 0      | 0      | 3          | 0          |
| 2008-09  | スパルタ・ロッテルダム | エールディヴィジ       | 25       | 2        | 3                | 1                | -          | -          | 0        | 0        | 0        | 0        | 0      | 0      | 28         | 3          |
| 2009-10  | スパルタ・ロッテルダム | エールディヴィジ       | 28       | 2        | 4                | 2                | -          | -          | 0        | 0        | 0        | 0        | 4      | 0      | 36         | 4          |
| 2010-11  | スパルタ・ロッテルダム | エールステ・ディヴィジ | 16       | 4        | 1                | 0                | -          | -          | 0        | 0        | 0        | 0        | 0      | 0      | 17         | 4          |
| 2010-11  | FCユトレヒト           | エールディヴィジ       | 14       | 2        | 2                | 0                | -          | -          | 0        | 0        | 0        | 0        | 0      | 0      | 16         | 2          |
| 2011-12  | PSVアイントホーフェン  | エールディヴィジ       | 30       | 2        | 5                | 1                | -          | -          | 0        | 0        | 11       | 3        | 0      | 0      | 46         | 6          |
| 2012-13  | PSVアイントホーフェン  | エールディヴィジ       | 32       | 6        | 5                | 1                | -          | -          | 0        | 0        | 4        | 1        | 1      | 0      | 42         | 8          |
| イタリア | イタリア               | イタリア               | リーグ戦 | リーグ戦 | コッパ・イタリア | コッパ・イタリア | -          | -          | UEFA CL  | UEFA CL  | UEFA EL  | UEFA EL  | その他 | その他 | 期間通算   | 期間通算   |
| 2013-14  | ASローマ               | セリエA                | 25       | 5        | 4                | 1                | -          | -          | -        | -        | -        | -        | -      | -      | 29         | 6          |
| 2014-15  | ASローマ               | セリエA                | 6        | 0        | 0                | 0                | -          | -          |          |          |          |          | -      | -      | 13         | 0          |
| 2015-16  | ASローマ               | セリエA                | 5        | 0        | 0                | 0                | -          | -          | 0        | 0        | 0        | 0        | -      | -      | 5          | 0          |
| 2016-17  | ASローマ               | セリエA                | 33       | 4        | 3                | 0                | -          | -          | 2        | 0        | 7        | 2        | -      | -      | 45         | 6          |
| 2017-18  | ASローマ               | セリエA                | 32       | 1        | 1                | 0                | -          | -          | 11       | 0        | -        | -        | -      | -      | 44         | 1          |
| 2018-19  | ASローマ               | セリエA                | 1        | 0        | 0                | 0                | -          | -          | 0        | 0        | -        | -        | -      | -      | 1          | 0          |
| 通算     | リーグ通算             | リーグ通算             | リーグ戦 | リーグ戦 | リーグ杯         | リーグ杯         | オープン杯 | オープン杯 | UEFA CL  | UEFA CL  | UEFA EL  | UEFA EL  | その他 | その他 | リーグ通算 | リーグ通算 |
| 通算     | オランダ               | エールディヴィジ       | 132      | 14       | 19               | 5                | -          | -          | 0        | 0        | 15       | 4        | 5      | 0      | 171        | 23         |
| 通算     | オランダ               | エールステ・ディヴィジ | 16       | 4        | 1                | 0                | -          | -          | 0        | 0        | 0        | 0        | 0      | 0      | 17         | 4          |
| 通算     | イタリア               | セリエA                |          |          |                  |                  | -          | -          |          |          |          |          | 0      | 0      |            |            |
| 通算     | 総通算                 | 総通算                 |          |          |                  |                  | -          | -          |          |          |          |          |        |        |            |            |